# 弥平
弥平（やへい）は、埼玉県川口市の町名。現行行政地名は弥平一丁目から弥平四丁目。住居表示実施地区。郵便番号は332-0002。

## 地理
川口市の南東部に位置し、川口元郷駅と足立区舎人駅からそれぞれ1500mほど離れている。北で朝日、北東で東京都足立区入谷、南で東領家、西で元郷、北西で末広に隣接する。新芝川を跨いで都県境に接し、首都高速川口線から近いことから物流拠点や大規模な工場も立地する。

### 河川
- 新芝川

## 歴史

### 沿革
- 1969年（昭和44年）11月1日 - 住居表示の実施により、弥平町、元郷町一丁目、新井町、十二月田町、領家町の各一部から弥平一丁目〜四丁目が成立[5]。

## 世帯数と人口
2024年（令和6年）3月1日現在の世帯数と人口は以下の通りである。
| 丁目       | 世帯数    | 人口    |
| ---------- | --------- | ------- |
| 弥平一丁目 | 1,053世帯 | 2,184人 |
| 弥平二丁目 | 589世帯   | 1,112人 |
| 弥平三丁目 | 279世帯   | 449人   |
| 弥平四丁目 | 276世帯   | 442人   |
| 計         | 2,197世帯 | 4,187人 |

## 小・中学校の学区
市立小・中学校に通う場合、学区（校区）は以下の通りとなる。
| 丁目       | 番地 | 小学校               | 中学校             |
| ---------- | ---- | -------------------- | ------------------ |
| 弥平一丁目 | 全域 | 川口市立元郷小学校   | 川口市立元郷中学校 |
| 弥平二丁目 | 全域 | 川口市立朝日東小学校 | 川口市立元郷中学校 |
| 弥平三丁目 | 全域 | 川口市立朝日東小学校 | 川口市立元郷中学校 |
| 弥平四丁目 | 全域 | 川口市立朝日東小学校 | 川口市立元郷中学校 |

## 交通

### 道路
- 埼玉県道104号川口草加線

## 施設
一丁目
- 弥平一丁目公園
- 弥平集会所
- 瀧野川信用金庫弥平支店

二丁目
- 弥平町公園
- 南平児童交通公園
- 無量寺

三丁目
- 芝川マリーナ
- 稲荷神社

四丁目
- トッパンコミュニケーションプロダクツ
- 弥平四丁目公園
- 弥平神社